# Johannes Sturm
Johannes Sturm (født 1. oktober 1507 i Schleiden i bjergkæden Eifel, død 3. marts 1589 i Strasbourg) var en tysk humanist og skolemand.
Efter at have studeret i Louvain holdt han en tid forelæsninger i Paris, men kom 1537 til Strasbourg, hvor han blev rektor ved et gymnasium, en stilling, som han beklædte til 1581, da han blev afskediget på grund af en strid, som han, der var kalvinist, havde med lutheranerne.
Den undervisningsplan, han gennemførte i Strasbourg, hvorved der lagdes en overmåde stor vægt på den formelt-retoriske uddannelse i det latinske sprog, har fået stor betydning for den højere undervisning i Tyskland igennem lange tider.